# Qahrār-e Mowqūfeh
Qahrār-e Mowqūfeh (persiska: قهرار موقوفه, Kahrār-e Mowqūfeh) är en ort i Iran.   Den ligger i provinsen Kermanshah, i den västra delen av landet, 400 km väster om huvudstaden Teheran. Qahrār-e Mowqūfeh ligger 1 441 meter över havet och antalet invånare är 215.
Terrängen runt Qahrār-e Mowqūfeh är huvudsakligen kuperad, men norrut är den platt. Runt Qahrār-e Mowqūfeh är det ganska tätbefolkat, med 185 invånare per kvadratkilometer. Närmaste större samhälle är Kermānshāh, 19,7 km nordväst om Qahrār-e Mowqūfeh. Trakten runt Qahrār-e Mowqūfeh består till största delen av jordbruksmark.